# ゲット・リッチ・オア・ダイ・トライン (映画)
『ゲット・リッチ・オア・ダイ・トライン』（英: Get Rich or Die Tryin'）は、2005年のアメリカ映画。ヒップホップ歌手の50セントの映画初主演作品であり、彼の半生をベースとしたストーリーである。

## ストーリー
ドラッグの売人となり投獄されたマーカスが、刑務所の中でラップ才能を発揮し、やがてそれで再起を図ろうとする。

## キャスト
| 役名                   | 俳優                               | 日本語吹替   |
| ---------------------- | ---------------------------------- | ------------ |
| マーカス               | カーティス・ジャクソン（50セント） | 伊藤健太郎   |
| マジェスティック       | アドウェール・アキノエ＝アグバエ   | 山野井仁     |
| シャーリーン           | ジョイ・ブライアント               | 林真里花     |
| カール                 | オマー・ベンソン・ミラー           | 朝倉栄介     |
| ジャスティス           | トリー・キトルズ                   | 中西陽介     |
| バマ                   | テレンス・ハワード                 | 高木渉       |
| アントワン             | アシュリー・ウォルターズ           | 板倉光隆     |
| マーカス（少年時代）   | マーク・ジョン・ジェフリーズ       | 相田さやか   |
| 祖母                   | ヴィオラ・デイヴィス               | 小宮和枝     |
| 祖父                   | サリヴァン・ウォーカー             | 秋元羊介     |
| リーバー               | ビル・デューク                     | 廣田行生     |
| ラウル                 | ウォルター・アルザ                 | いずみ尚     |
| カール                 | オマー・ベンソン・ミラー           | 朝倉栄介     |
| アントワン             | アシュリー・ウォルターズ           | 板倉光隆     |
| オデル                 | ラッセル・ホーンズビー             | 近藤広務     |
| ティト                 | ヴィクター・ゴメス                 | 駒谷昌男     |
| ジューンバッグ         | エムポー・クワホー                 | 最上嗣生     |
| スリム                 | レオン                             | 星野貴紀     |
| シャーリーンの祖父     | ミケルティ・ウィリアムソン         | 武虎         |
| ジャスティス(少年時代) | シナム・ジー                       | 一木美名子   |
| 車の販売員             | チャールズ・アンソニー・バークス   | ふくまつ進紗 |
| デンジャラス           | マイケル・ミラー                   | 小松史法     |
| デュース               | ジョセフ・ピエール                 | 安齋龍太     |
| シャーリーン(少女時代) | リヨン・ニコル・ブラウン           | 川庄美雪     |
| シャーリーンの母       | アンドレア・グラント               | 東條加那子   |
| アントワン(少年時代)   | スティーブ・プレンペ               | 赤池裕美子   |
| ドイル刑事             | フランク・ペレグリノ               |              |
|                        |                                    |              |
| 演出                   | 演出                               | 三好慶一郎   |
| 翻訳                   | 翻訳                               | 田尾友美     |
| 制作                   | 制作                               | 東北新社     |